# John Coalter Bates
‎
John Coalter Bates, ameriški general, * 26. avgust 1842, St. Charles County, Missouri, † 4. februar 1919, San Diego.